# シュルッパク
シュルッパク（Shuruppak、𒋢𒆳𒊒𒆠、ŠuruppagKI）は古代シュメールの都市。現在のテル・ファラ遺跡（Tell Fara）であり、ニップルの南約55キロの地点、イラク・カーディーシーヤ県のユーフラテス河岸に位置する。シュルッパクの都市神は穀物と大気の女神ニンリル（スドゥ）である。

## シュルッパクとその環境
シュルッパクはイラクのカーディーシーヤ県、ニップルの南約55キロメートルに位置し、南北におよそ1キロメートルの広がりを持つ。総面積はおよそ120ヘクタールであり、遺丘の35ヘクタールは周囲の平野より3メートル以上高く、最大で9メートル高い。

## 調査史

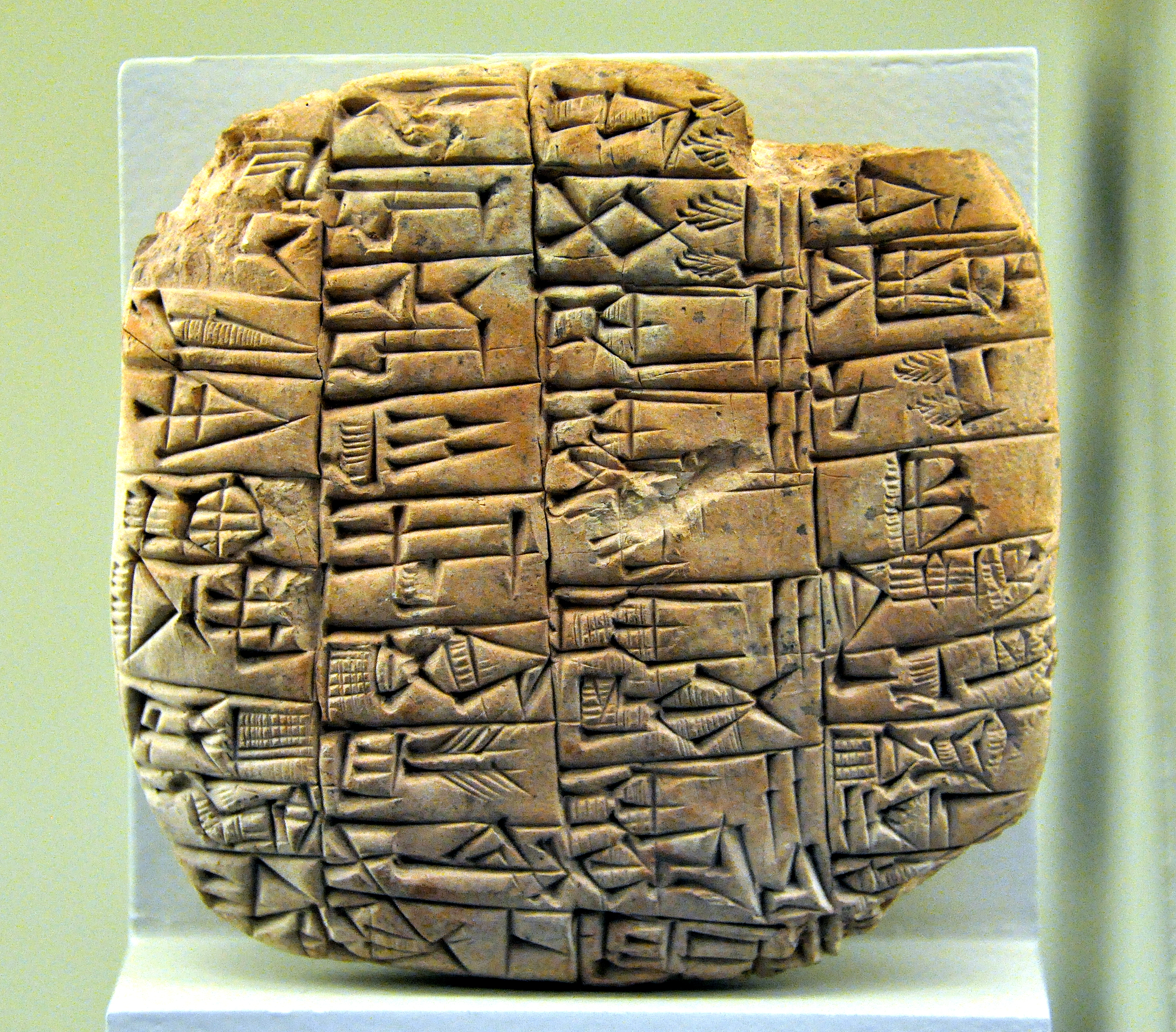
各種の職業のリスト。イラク、南メソポタミアのシュルッパクから出土した粘土板文書。ペルガモン博物館収蔵。

1900年のヘルマン・フォルラート・ヒルプレヒトによる簡単な調査の後、1902年にドイツ・オリエント学会のロベルト・コルデヴァイとフリードリヒ・デーリッチュによって8か月間発掘が行われた。発見された遺品の中からシュメール初期王朝時代の数百の粘土板文書が収集されベルリン博物館とイスタンブル博物館に送られた。1931年の3月と4月、アメリカ・オリエント学研究所とペンシルベニア大学の合同チームによって6期にわたってシュルッパクでさらなる調査が行われた。この調査はエーリヒ・シュミットが指揮し、伝記作家サミュエル・ノア・クレイマーが参加した。この時の調査の結果87点の両凸形かつ未焼成粘土板文書と断片（大部分は前サルゴン期のもの）が発見された。1973年、ハリエット・P・マーティンによってシュルッパクで3日間の表面調査が行われた。調査対象は主として土器片であり、シュルッパクは少なくともジェムデト・ナスル期まで遡り、シュメール初期王朝時代に大きく拡張したこと、アッカド帝国時代とウル第3王朝時代にも存在したことが確認された。

## 神話と居住の歴史

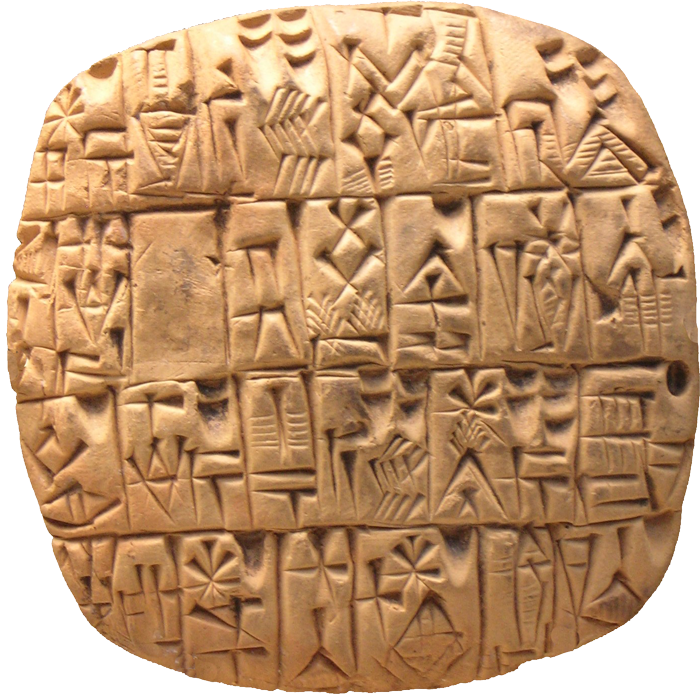
シュメールの楔形文字で書かれた粘土板文書。知事のための銀の会計文書の要約。前2500年頃、イラク、シュルッパク出土。大英博物館（ロンドン）収蔵。

シュルッパクはシュメール神話の物語における重要な舞台の1つである。『シュメール王朝表（シュメール王名表）』に残されたシュメールの伝承では伝説的な大洪水の以前と以後に大きく時代が分けられている。そしてシュルッパクは大洪水以前の時代において最後に「王権」が天から降りた都市とされ、その王ウバルトゥトゥは18,600年間統治したという。また前2千年紀に書かれた『シュルッパクの教訓』と呼ばれる文学作品では、ウバル・トゥトゥの息子で都市と同じ名前を持つ賢人シュルッパクが、息子のジウスドラに様々な教訓を与えている。同じ頃の別の神話ではジウスドラは大洪水を生き延びて不死を得た人物ともされている。『ギルガメシュ叙事詩』においてはウバル・トゥトゥの息子のウトゥナピシュテム（またはUta-na'ishtim）という男がシュルッパク王であることが記されている。ウトゥナピシュテムは大洪水を逃れてディルムンに赴き、ウルク王ギルガメシュの訪問を受けたという。
テル・ファラ遺跡の発掘によって、シュルッパクは穀物の貯蔵と分配の拠点であり、数多くの穀物サイロを持っていたことがわかっている。シュルッパクの最古の発掘層は前3000年頃のジェムデト・ナスル期に年代付けられる。ジェムデト・ナスル期の末期にシュルッパクで河川の氾濫による洪水があったことも考古学的に証明されているが、この洪水をシュメール神話の大洪水と結びつける説は全く空想的なものに過ぎないとされる。洪水より下の層から発見される多色の土器（polychrome pottery）は初期王朝時代の前のジェムデト・ナスル期に遡るものである。この都市は前2000年を過ぎた直後頃に放棄されたが、エーリッヒ・シュミットによる調査では前2千年紀初頭まで下るイシン・ラルサ時代の円筒印章といくつかの土器製飾り板（plaques）も発見されている。遺跡から発見された遺物は主として初期王朝時代のものである。

### 発掘品
前4千年紀から前3千年紀初頭（おおむねジェムデト・ナスル期に対応する）に年代付けられるヒ素銅で作られた製品がシュルッパク（ファラ）から発見されている。これはメソポタミアでもかなり早い時期のものである。同様の製品はテペ・ガウラ（第XII層-第VIII層）からも発見されている。
シュルッパクは初期王朝時代3期（前2600年頃-前2350年頃）の終わりに大規模に拡張され、約100ヘクタールの広さを持つようになった。この段階でシュルッパクは破壊され火がかけられた。この結果粘土板と泥レンガの壁が焼成され、数千年の後に残された。初期王朝時代3期の層残された多数の建物の跡からは、シュメール語が書かれた大量の楔形文字粘土板文書が発見されている。これらの中には土地の所有にかかわる文書やウルクを始めとしたシュメールの各都市の出身者を含む6580人の労働者の名前リスト、行政管理文書などがあり、初期王朝時代のシュメール社会について貴重な情報を現代に提供している。